# Sarushima
Sarushima (jap. 猿島, dt. „Affeninsel“) ist eine japanische Insel in der Bucht von Tokio.
Die Insel ist unbewohnt, aber wegen einer Höhle, in der der buddhistische Reformator Nichiren weilte, ihrem Badestrand, den Festungsanlagen und ihren popkulturellen Erwähnungen touristisch bedeutsam.

## Geografie
Die 0,055 km² große Insel liegt in der Bucht von Tokio etwa einen Kilometer vor Yokosuka, zu der sie auch administrativ gehört. Sarushima wird als größte natürliche Insel der Bucht beschrieben, da es zwar eine Vielzahl größerer Landmassen gibt, die jedoch vollständig künstlich sind oder aber stark durch Landaufschüttungen umgeformt wurden. Die höchste Erhebung auf der Insel beträgt 40 m.

## Geschichte
Auf der Insel wurden Keramikscherben aus der Jōmon-Zeit (10.000 bis 300 v. Chr.) sowie menschliche Knochen und Töpfe aus der Yayoi-Zeit (5. Jahrhundert v. Chr. bis 3. Jahrhundert n. Chr.) gefunden, die auf eine frühe Besiedlung schließen lassen. Sarushima hieß ursprünglich Toyoshima (豊島), bis 1253 der buddhistische Reformator Nichiren von der Überfahrt aus seiner Heimat Awa nach Kamakura vor der Insel in einem Sturm Schiffbruch erlitt. Auf der Suche nach einer Unterkunft soll ihm ein weißer Affe den Weg zur Höhle im Norden gezeigt haben. Aufgrund dieser Episode erhielt die Insel ihren Namen.

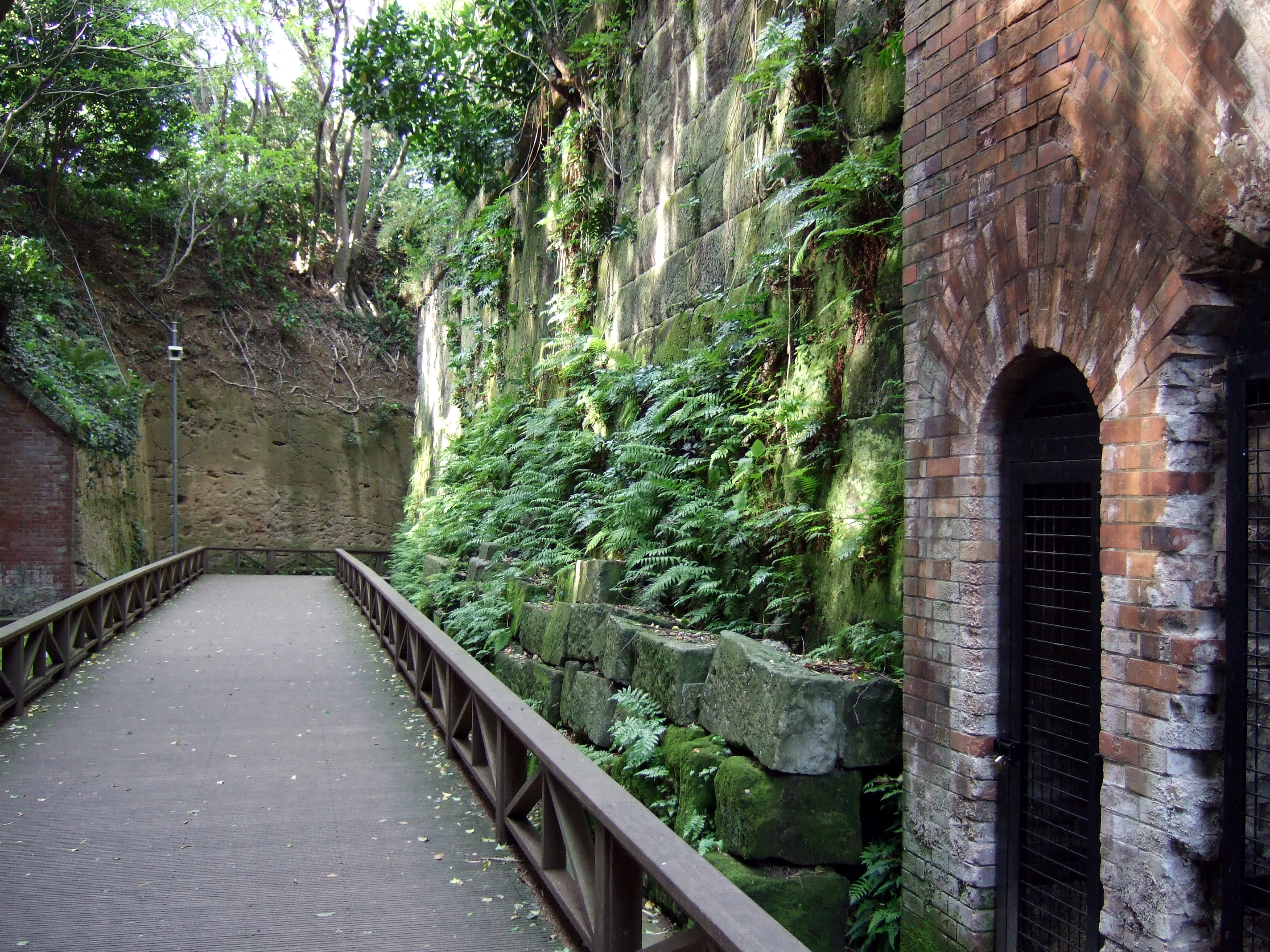
Festungsanlagen auf Sarushima

Wegen ihrer strategisch wichtigen Lage als einzige Insel zwischen dem Pazifischen Ozean und dem Regierungssitz Edo (heute: Tokio) ließ das Tokugawa-Shogunat angesichts der Bedrohung durch westliche Schiffe auf Sarushima 1847 drei Geschützbatterien mit 15 Kanonen bauen. Als 1853 Matthew Calbraith Perry mit seinen Schwarzen Schiffen im Hafen von Uraga die Öffnung Japans erzwang, vermerkte er das nahegelegene Sarushima als Perry Island auf seinen Karten. Nach der Meiji-Restauration wurde die Insel zur Festung westlicher Art ausgebaut, was 1884 abgeschlossen wurde. Sie bildete dann mit den Meeresfestungen 1–3 (第一・第二・第三海堡) – Inseln, die zwischen Sarushima und dem 8,5 km östlichen gelegenen Kap Futtsu künstlich angelegt wurden, – den Verteidigungsring der Bucht von Tokio. Nachdem 1941 die Anlagen mit Flugabwehrkanonen modernisiert worden waren, erhielt die Insel daher den Spitznamen Gunkanjima (軍艦島, „Kriegsschiffinsel“).
Nach dem Zweiten Weltkrieg kam die Insel unter Kontrolle des US-Militärs, das die Geschütze entfernte; sie wurde aber treuhänderisch vom japanischen Finanzministerium verwaltet. 1961 wurde die Insel schließlich an Japan zurückgegeben. 1957 wurde der Strand für Badegäste geöffnet, 1993 jedoch zunächst der Zugang zur Insel wegen strittiger Zuständigkeiten untersagt. Dies wurde 1995/6 wieder rückgängig gemacht, nachdem der Staat die Insel der Stadt Yokosuka erst treuhändisch und 2003 schließlich komplett übergab. Von der Übergabe bis 2013 stiegen die Besucherzahlen um das 1,7fache auf 110.000 jährlich, was vor allem darauf zurückzuführen ist, dass Sarushima der fliegenden Insel aus Hayao Miyazakis Anime-Film Das Schloss im Himmel ähneln soll. Daneben dient sie in der seit den 1970ern laufenden Tokusatsu-Fernsehreihe Kamen Rider auch als Geheimversteck der Antagonisten.